# 十年式擲弾筒

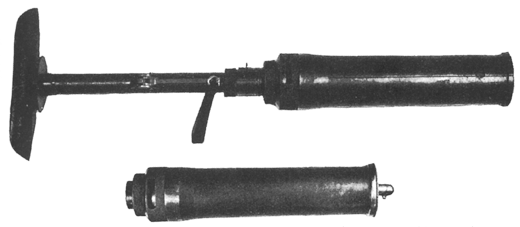
十年式擲弾筒
下は収納状態、上は各部品を組み立てた使用可能状態

十年式擲弾筒（じゅうねんしきてきだんとう）は日本陸軍が使用した擲弾発射器。

## 要目
- 全長:525mm
- 筒身長:249mm
- 本体重量:2.6kg
- 口径:50mm
- 最大射程:175m

## 概要

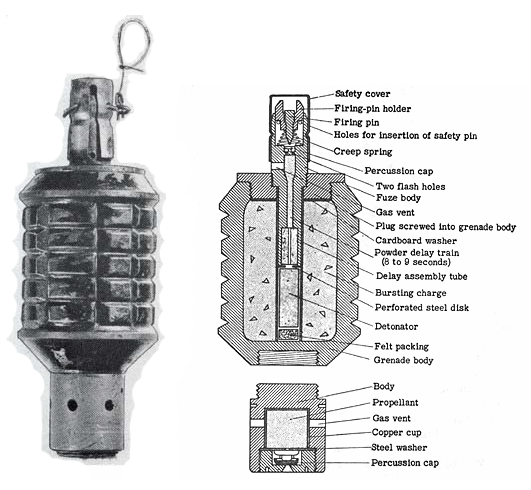
91式手榴弾

当初小銃擲弾向けに曳火手榴弾（後の十年式手榴弾）の開発を開始したが、三八式歩兵銃での実用化は困難であるとわかり、これを発射する専用の発射器として、新兵器「擲弾筒」が開発されることとなった。大正10年（1921年）に仮制式となり、数度の改正を経て大正14年（1925年）制式制定となった。生産は大正14年（1925年）から開始され、昭和12年（1937年）までに約7000挺が生産された。
滑腔砲身を持つ簡略な構造で、重量は2.6kg、小銃の約半分と軽量であった。携帯する際には筒身・桿槓・駐板を分解し、互いを組み合わせてコンパクトに収納することができた。十年式手榴弾または九一式手榴弾を発射できる他、各種信号弾（号龍と呼んだ）や照明弾、発煙弾などが用意された。射程の調整は、筒身後部に設けられた円筒を回してガス漏孔分画（射距離調節機構の目盛り）を増減し、これに筒身の仰角調節を組み合わせて行う。ガス漏孔分画には上方と下方の2種が設けられ、下方分画は通常の射撃、上方分画は手榴弾を目標の頭上で破裂させる射撃に用いられた。ガス漏孔を絞ると発射薬の燃焼ガス圧力が上がり、射程を伸ばすことができる。最大射程は十年式手榴弾使用時、上方分画で仰角45度の場合に175mである。
距離を目測する上、射程の設定が複雑、また手榴弾の弾道性能が劣悪と、誤差が多く重なるため命中率は悪く、景気づけの花火にしかならないとまで酷評されたが、後の八九式重擲弾筒が列国小型迫撃砲と比較して高い実用性を得る上で、貴重な経験を陸軍にもたらした。
八九式重擲弾筒の登場後は歩兵部隊からは引退したが、代わって信号弾や照明弾の発射機として砲兵や車輌部隊で広く使われ、この用途では第二次世界大戦終結まで長く使われ続けている。